# Parti républicain d'Angola
Le Parti républicain d'Angola (Partido Republicano de Angola, PREA) est un parti politique anti-corruption fondé en 1994 dans le Massachusetts, aux États-Unis par des opposants au régime dirigé par le Mouvement populaire de libération de l'Angola. Le parti est dirigé par Carlos Albeto Cotreiras et son siège est situé à Luanda.
Le PREA est l'une des formations politiques dont la participation aux élections législatives de 2008 a été refusée par les autorités du pays.